# Kabanos
Kabanos (pluriel : kabanosy) est une longue et fine saucisse sèche de Pologne, au goût fumé, faite à base de porc. Sa longueur, environ 60 cm, sa finesse (diamètre autour de 1 cm) et son pliage lui donnent une apparence caractéristique. Le nom vient de kaban qui signifie « jeune porc engraissé à la pomme de terre » en Pologne de l'Est.
Les kabanosy sont souvent parfumées uniquement au poivre. Elles sont typiquement mangées en apéritif et souvent servies avec du fromage. Elles sont aussi souvent utilisées comme nourriture de randonnée car elles ne s'abiment pas beaucoup.
Cette spécialité de charcuterie fait l'objet d'une demande de classement en Spécialité traditionnelle garantie (STG) en application du règlement no 509/2006 du Conseil du 20 mars 2006 relatif aux spécialités traditionnelles garanties des produits agricoles et des denrées alimentaires, demande présentée par Związek „Polskie Mięso” (Fédération de la viande polonaise) et enregistrée en 2009.

## Variantes

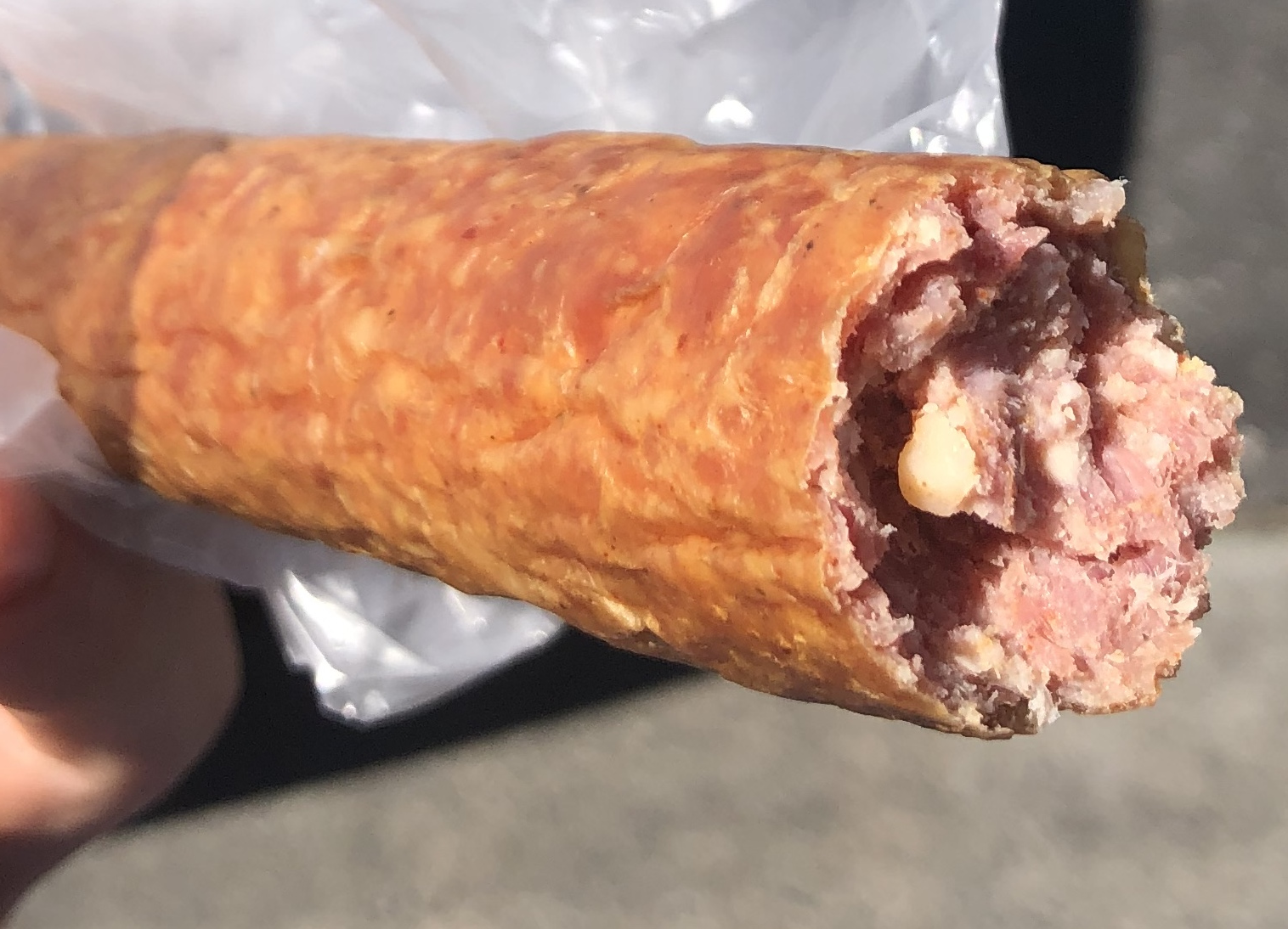
Gros plan d'une cabanossi vendue en Australie.

En Australie et en Nouvelle-Zélande, la cabanossi est un type de saucisse très populaire ressemblant à du salami. Elle est composée de porc et de bœuf, légèrement assaisonnée et fumée. Elle est très souvent longue (30 à 40 cm) et fine (1,5 cm de diamètre). Il en existe des variantes au poulet et au canard.